# Tiro esportivo nos Jogos Pan-Americanos de 1951
As competições de tiro esportivo nos Jogos Pan-Americanos de 1951 foram realizadas no Tiro Federal Argentino, em Buenos Aires. Dezesseis eventos concederam medalhas, sendo disputadas apenas provas masculinas, tanto individuais quanto por equipes.

## Medalhistas
| Evento                                              | Ouro                                                                                 | Ouro         | Prata                                                                                        | Prata        | Bronze | Bronze       |
| --------------------------------------------------- | ------------------------------------------------------------------------------------ | ------------ | -------------------------------------------------------------------------------------------- | ------------ | --- | ------------ |
| Tiro rápido 25 m detalhes                           | Huelet Benner USA Estados Unidos                                                     | 578 pontos   | Enrique Díaz ARG Argentina                                                                   | 566 pontos   | Oscar Cervo ARG Argentina                                                                                       | 564 pontos   |
| Pistola 50 m detalhes                               | Edwin Vásquez Cam PER Peru                                                           | 549 pontos   | Huelet Benner USA Estados Unidos                                                             | 547 pontos   | Rafael Bermejo MEX México                                                                                       | 543 pontos   |
| Carabina três posições 50 m detalhes                | Arthur Jackson USA Estados Unidos                                                    | 1.125 pontos | Arthur Cook USA Estados Unidos                                                               | 1.119 pontos | Julio Silva ARG Argentina                                                                                       | 1.118 pontos |
| Carabina deitado 50 m detalhes                      | Arthur Jackson USA Estados Unidos                                                    | 591 pontos   | Pedro Postigo ARG Argentina                                                                  | 590 pontos   | Augusto Cires ECU Equador                                                                                       | 589 pontos   |
| Skeet detalhes                                      | Pablo Grossi ARG Argentina                                                           | 289 pontos   | Fulvio Rocchi ARG Argentina                                                                  | 287 pontos   | Aroldo Pienovi ARG Argentina                                                                                    | 285 pontos   |
| Carabina militar três posições detalhes             | Pablo Cagnasso ARG Argentina                                                         | 522 pontos   | Antonio Ando ARG Argentina                                                                   |              | Ramón Hagen ARG Argentina                                                                                       |              |
| Carabina militar em pé detalhes                     | Pablo Cagnasso ARG Argentina                                                         | 419 pontos   | Antonio Ando ARG Argentina                                                                   | 412 pontos   | Ramón Hagen ARG Argentina                                                                                       | 409 pontos   |
| Fuzil 50 m três posições detalhes                   | Pablo Cagnasso ARG Argentina                                                         | 1.090 pontos | Arthur Jackson USA Estados Unidos                                                            | 1.088 pontos | David Schiaffino ARG Argentina                                                                                  | 1.073 pontos |
| Tiro rápido 25 m por equipes detalhes               | Dionisio Fernández Enrique Díaz Ernesto Guillón Oscar Cervo ARG Argentina            | 2.247 pontos | Ademar Onéssimo Faller Adhaury da Costa Rocha Alan Sobocinski Pedro Simão BRA Brasil         | 2.166 pontos | Ernesto Montemayor José Reyes Manuel Larrañaga Miguel Lambarri MEX México                                       | 2.114 pontos |
| Pistola 50 m por equipes detalhes                   | José Reyes Miguel Lambarri Pedro Avilés Rafael Bermejo Raúl Ibarra MEX México        | 2.683 pontos | Alberto Martijena Ángel Manelli Antonio Cannavo Oscar Bidegain Pablo Cagnasso ARG Argentina  | 2.633 pontos | César Injoke Edwin Vásquez Cam Pedro Puente Vicente Portaro Wenceslao Salgado PER Peru                          | 2.632 pontos |
| Carabina três posições 50 m por equipes detalhes    | David Schiaffino Fernando Potente Julio Silva Oscar Olmos Rubén Longhi ARG Argentina | 5.540 pontos | Gustavo Rojas Juan Bizama Julio Arriagada Miguel Niño Vicente Herrera CHI Chile              | 5.456 pontos | Enrique Baldwin Guillermo Baldwin Luis Albornoz Luis Mantilla Rubén Váldez PER Peru                             | 5.435 pontos |
| Skeet por equipes detalhes                          | Aroldo Pienovi Fulvio Rocchi Geronimo Cosoli Pablo Grossi ARG Argentina              | 756          | Antônio Snizeck Edimar Eichemberg Guido Albertini Max Schrappe BRA Brasil                    | 747          | |              |
| Fuzil 50 m três posições por equipes detalhes       | David Schiaffino Juan Martino Julio Silva Pablo Cagnasso Pablo Pedotti ARG Argentina | 5.355 pontos | Antonio Mendoza Joel Gálvez José G. de la Torre José Nosari Sebastián de la Cerda MEX México | 4.885 pontos | Gregorio Moya José Landín Juan Chávez Rafael Rodríguez Rufino Gutiérrez CUB Cuba                                | 4.399 pontos |
| Carabina militar três posições por equipes detalhes | ARG Argentina                                                                        | 2.548 pontos | PER Peru                                                                                     | 2.410 pontos | CHI Chile | 2.408 pontos |
| Carabina militar deitado por equipes detalhes       | Cirillo Nassiff Delmo Remy Pedro Postigo Roberto Salvagno Rúben Longhi ARG Argentina | 2.918 pontos | Elías Benavides Enrique Baldwin Guillermo Baldwin Julio Poggi Rubén Váldez PER Peru          | 2.896 pontos | Alan Sobocinski Alberto Pereira Braga Antônio Martins Guimarães Ernani Martins Neves João Sobocinski BRA Brasil | 2.895 pontos |
| Carabina militar em pé por equipes detalhes         | ARG Argentina                                                                        | 1.634 pontos | PER Peru                                                                                     | 1.569 pontos | CHI Chile | 1.544 pontos |

## Quadro de medalhas
| Ordem | País               | Medalha de ouro | Medalha de prata | Medalha de bronze |    |
| ----- | ------------------ | --------------- | ---------------- | ----------------- | -- |
| 1     | ARG Argentina      | 11              | 6                | 6                 | 23 |
| 2     | USA Estados Unidos | 3               | 3                |                   | 6  |
| 3     | PER Peru           | 1               | 3                | 2                 | 6  |
| 4     | MEX México         | 1               | 1                | 2                 | 4  |
| 5     | BRA Brasil         |                 | 2                | 1                 | 3  |
| 6     | CHI Chile          |                 | 1                | 2                 | 3  |
| 7     | CUB Cuba           |                 |                  | 1                 | 1  |
|       | ECU Equador        |                 |                  | 1                 | 1  |
| TOTAL | TOTAL              | 16              | 16               | 15                | 47 |